# 아스카 키라라
아스카 키라라(일본어: 明日花 キララ, 1988년 10월 2일 ~ )는 일본의 모델, 인플루언서이자 전직 성인 비디오 여배우이다. 2012년 성인 비디오 30주년을 기념하여, DMM.com이 소비자들을 대상으로 주관한 성인 비디오 역사상 최고의 AV 여배우를 뽑는 투표에서 65위에 올랐다.

## 경력
언제부터 시작했는지는 알 수 없으나, 데뷔 이전 아스카 키라라는 롯폰기의 캬바쿠라에서 일하는 여종업원이었다. 어느 날, 성인 비디오 업체의 스카우트가 손님으로 가게를 방문했고, 그자리에서 스카우팅이 진행되어 성인 비디오 여배우로 데뷔하게 되었다. 데뷔작은 2007년 12월 21일 h.m.p에서 발매되었으며, 작품 제목은 《미라클 미유(美乳)》였다. 2009년 9월 h.m.p와의 계약을 종료했으며, 바로 다음 달 PRESTIGE로 이적했다. PRESTIGE에서 총 42작품을 촬영했으며, 2013년 4월 계약을 종료하고, 같은 해 6월에 S1 NO.1 STYLE로 이적했다.
성인 비디오 여배우로서 활동하며 2009년에는 스카파! 성인방송대상에서 여우상을 수상했으며, 2014년은 DMM성인상에서는 요시자와 아키호와 공동으로 화제상을 수상했다. 한편 성인 비디오 외에도 다양한 분야에서 활동했다. 우선 영화 배우로서의 활동은 2010년 12월 GP 뮤지엄을 통해 발매된 V 시네마 《비타민LOVE 미즈카》에 출연한 것을 시작으로 2015년까지 모두 6편의 작품에 출연하였다. 2012년에 개봉된 SF 액션 영화 《아이언 걸》에서 주연을 맡았고, 2015년에 개봉된 SF 액션 《아이언 걸 ULTIMATE WEAPON》에서도 주연을 맡았다.
2012년에는 키라키라 뮤직 러버스(KiraKira Music Lovers)라는 음악 활동 프로젝트를 발족하여 싱글을 발표했다. 2012년 10월 8일에 첫 싱글 〈만나고 싶어서, 만나고 싶어서.〉를 시작으로, 같은 해 11월 〈Shining Star〉를, 그 다음 달에는 〈IMITATION LOVE〉를 공개했다. 발매된 싱글 앨범은 아이튠스, 오리콘 등에 공개를 하지 않으며, 라이브 무대에서 현장에서 판매한다.
2015년 9월 24일부터 에비스★마스캇츠의 멤버로 활동했으며, 12월 21일에는 이 그룹의 4대 리더로 임명되었다. 2015년 10월 7일부터 2017년 3월 30일까지 TV 도쿄를 통해 방송된 심야 버라이어티 프로그램인 《마스캇토 나이트》에도 출연했고, 2017년 4월 6일부터 9월 28일까지 TV 도쿄를 통해 방송된 심야 버라이어티 프로그램인 《마스캇토 나이트 피버》에도 출연했다. 
2016년 2월 11일, 〈사랑해요〉라는 제목의 음원을 아이튠스를 통해 공개해 솔로 가수로 데뷔했다. 2018년 4월 17일자로 에비스 마스캇츠 1.5(에비스★마스캇츠의 후신)를 졸업했다. 2019년 6월에 스타일북을 발매했는데, 20대 여성의 지지를 받은 한정판은 즉시 매진되었으며, 통상판도 1개월에 중판됐다.
2020년 2월 4일에 2년 동안의 휴식을 마치고 성인 비디오 무대에서 정식 은퇴한다고 발표했고, 소속사도 톱랭크 매니지먼트로 옮겼다. 6월 2일에는 키라티스로 소속사를 옮겼고, 6월 11일에는 자신의 공식 유튜브 채널인 《키라랜드》를 개설했다.

## 출연작

### CF
- 2017년 이펀컴퍼니 삼국지라이브

## 같이 보기
- DMM성인상
- S1 NO.1 STYLE
- 성인 비디오 / 여배우
- 스카파! 성인방송대상
- 에비스★마스캇츠
- 에비스 마스캇츠 1.5